# در نزدیکی خطر
در نزدیکی خطر (به انگلیسی: Dangerously Close) یک فیلم سینمایی آمریکایی هیجان‌انگیز و اکشن محصول ۱۹۸۶ میلادی به کارگردانی آلبرت پایون است. 

## خلاصه داستان
در یک مدرسه نخبگان، گروهی از دانش آموزان که خود را "زندانبان" می نامند، شروع به ترور کردن همکلاسی های نامطلوب اجتماعی خود می کنند. به زودی یکی از اهداف آنها به قتل وحشیانه ختم می شود. سردبیر مقاله دبیرستان شروع به تحقیق می کند.